# Kartaczownica Claxtona
Kartaczownica Claxtona – amerykańska kartaczownica skonstruowana przez F.S. Claxtona.
Po wojnie secesyjnej w USA kontynuowano prace nad nowymi wzorami kartaczownic pozbawionymi wad wcześniejszych konstrukcji. Jedną z takich konstrukcji była kartaczownica skonstruowana przez F. S. Claxtona. Była to broń dwulufowa. Każda lufa była wyposażona we własny zamek. Broń była przeładowywana przy pomocy rękojeści umieszczonej pomiędzy zamkami. Broń mogła być umieszczona na lekkiej podstawie kołowej i osłonięta od przodu metalową tarczą. Kartaczownica była obsługiwana przez dwie osoby - strzelca, który napędzał broń poruszając rękojeścią i ładowniczego, który ładował broń po strzale. Sposób zasilania był największą słabością broni i sprawiał ze jej szybkostrzelność nie przekraczała 80 strz/min.
Kartaczownica Claxtona była testowana przez US Army, ale nie wzbudziła większego zainteresowania. Następnie konstruktor próbował zainteresować armię francuską, ale także ona nie wyraziła zainteresowania ta bronią. Ostatecznie produkcję tej broni uruchomiły brytyjskie zakłady Gutherie & Lee Explosive Arms Co, jednak brak źródeł opisujących dalsze losy tej konstrukcji. Prawdopodobnie stanowiła ona inspirację dla twórcy kartaczownicy Nordenfelta.